# Lake King William
Lake King William är en sjö i Australien. Den ligger i delstaten Tasmanien, i den sydöstra delen av landet, omkring 120 kilometer nordväst om delstatshuvudstaden Hobart. Lake King William ligger 716 meter över havet. Arean är 33 kvadratkilometer. Den sträcker sig 15,3 kilometer i nord-sydlig riktning, och 7,8 kilometer i öst-västlig riktning.
I omgivningarna runt Lake King William växer i huvudsak städsegrön lövskog. Trakten runt Lake King William är nära nog obefolkad, med mindre än två invånare per kvadratkilometer. Genomsnittlig årsnederbörd är 1 478 millimeter. Den regnigaste månaden är september, med i genomsnitt 188 mm nederbörd, och den torraste är februari, med 55 mm nederbörd.